# Age of Empires: World Domination
Age of Empires: World Domination là một game chiến lược thời gian thực theo thể thức chơi miễn phí dành cho thiết bị di động được phát triển bởi KLab Games và Microsoft như một phần trong dòng game Age of Empires, và được phát hành vào năm 2015 tại các quốc gia được chọn cho thiết bị iOS và Android. Trò chơi lần đầu tiên được công bố vào năm 2013 dưới dạng một mục di động mới trong dòng game Age of Empires. Tựa game này bị đóng cửa vào tháng 11 năm 2016.

## Lối chơi
Age of Empires: World Domination có tám nền văn minh lịch sử, quản lý tài nguyên, nhiều anh hùng, thám hiểm và nghiên cứu công nghệ, tương tự như các game PC trong sê-ri này. Ngoài ra, một nền văn minh bổ sung, Triều Tiên, sau đó được đưa thêm vào trong game. Cũng giống như dòng game trên PC, trò chơi vẫn sử dụng bốn nguồn tài nguyên là gỗ, thực phẩm, vàng và đá, và có các loại công trình tương tự như nhà lính, nhà bắn cung, và cối xay gió, và sự tiến bộ qua các thời đại được gắn liền với cây công nghệ.